# Фарро, Зак
Закари Уэйн Фарро (англ. Zachary Wayne Farro; род. 4 июня 1990, Вурхиз, Нью-Джерси) — американский рок-музыкант, мультиинструменталист, наиболее известный как барабанщик рок-группы Paramore. Он младший брат Джоша Фарро, бывшего соло-гитариста и бэк-вокалиста этого коллектива. Покинул группу в 2010 году вместе с братом, сформировав после ухода новую формацию — Novel American. Также ведёт свой сольный проект HalfNoise.
С 2017 года вновь вернулся в состав Paramore.
Зак является эндорсером барабанов Gretsch, палочек Pro-Mark, тарелок Zildjian и пластиков Remo. До этого его спонсировали Truth Custom Drums и Meinl Percussion. У него 2 ударные установки, обе фирмы Gretsch: одна в США (цвета «black marine nitron») а другая цвета шампанского «Champagne sparkle» (в Европе).

## Ранние годы
Фарро родился в тауншипе Вурхиз округа Камден штата Нью-Джерси. Зак — третий ребёнок в семействе Фарро, в котором помимо него было ещё трое братьев и одна сестра (Нейт, Джош, Джонатан и Изабель), он имеет итальянское происхождение. Зак начал играть на барабанах в возрасте девяти лет, когда в период летних школьных каникул мать пристроила его в музыкальную секцию на летний курс «От Баха к року». В одиннадцать лет он стал брать персональные уроки игры на барабанах, а в двенадцать у него появилась своя ударная установка. Его старший брат Джош выбрал гитару и они принялись джемовать вместе. К этому времени семья. К этому времени семья переехала во Франклин, штат Теннесси.

## Профессиональная карьера

### Paramore (2004—2010)
Третьим участником их компании стал Рэндолл Томас, учившийся с ними вместе во франклинской школе с гуманитарным уклоном и повлиявший на музыкальные предпочтения братьев. Четыре дня в неделю они учились там, а на пятый посещали дополнительную программу. Там, в 2002 году, Зак встретил Хейли Уильямс. Как впоследствии она вспоминала, Зак подошёл к ней и сказал что-то вроде: «Эй, похоже, тебе нравится наш стиль музыки». На почве общих интересов завязалась дружба, дети стали обмениваться компакт-дисками, постепенно открывая друг другу всё новые стили и направления.
Параллельно братья не прекращали шлифовать своё музыкальное мастерство у себя дома. Их родители никогда не препятствовали этому и, наоборот, поощряли, выделив для них дополнительную комнату в доме. Со временем к этим занятиям они стали приглашать Уильямс, которая уже тогда прослыла в школе своими вокальными данными. Поначалу троица занималась исполнением кавер-версий различных групп и исполнителей. От The Doobie Brothers до Чаки Хан и Стиви Уандера. Вкусы молодых людей отличались необычайным разнообразием. Но, как ни странно, на музыку кантри (штат Теннесси вообще и, находящийся невдалеке от Франклина, Нашвилл в частности, являются признанными центрами кантри) они не распространялись. Зато записи Failure, Thursday, Death Cab for Cutie и особенно Jimmy Eat World и Sunny Day Real Estate пользовались особым спросом. В дальнейшем эти встречи переросли в сочинение свое собственного материала. Таким образом был сформирован костяк будущей группы.
Формирование Paramore было завершено в 2004 году, причём Зак Фарро стал самым молодым из основателей. Ему тогда было 14 лет. Кроме него в состав вошли его старший брат Джош Фарро (соло-гитара и бэк-вокал), Хейли Уильямс (вокал/клавишные), Джейсон Байнум (ритм-гитара) и Джереми Дэвис (бас-гитара). Группа выпустила три студийных альбома All We Know Is Falling, Riot! и Brand New Eyes, а также два концертных альбома и один EP. 18 декабря 2010 года братья Фарро покинули Paramore, на сайте группы было объявлено о том что расставание прошло по-товарищески.

## Влияние
Фарро заявил, что среди команд, оказавших влияние на него, присутствуют такие группы (а также исполнители), как Jimmy Eat World, Radiohead, Death Cab for Cutie, Mew, Paper Route, Sigur Rós, Thrice, Sunny Day Real Estate, Дэйв Грол и Múm.